# El Nido
El Nido är en kommun (och ort) i provinsen Palawan på Filippinerna. År 2000 hade man ett invånarantal på 27 029 personer. Kommunen täcker den norra toppen på Palawans fastland. 85% av befolkningen lever på landsbygden i så kallade barangays medan restan av de 15% lever i El Nido stad.

## Historia

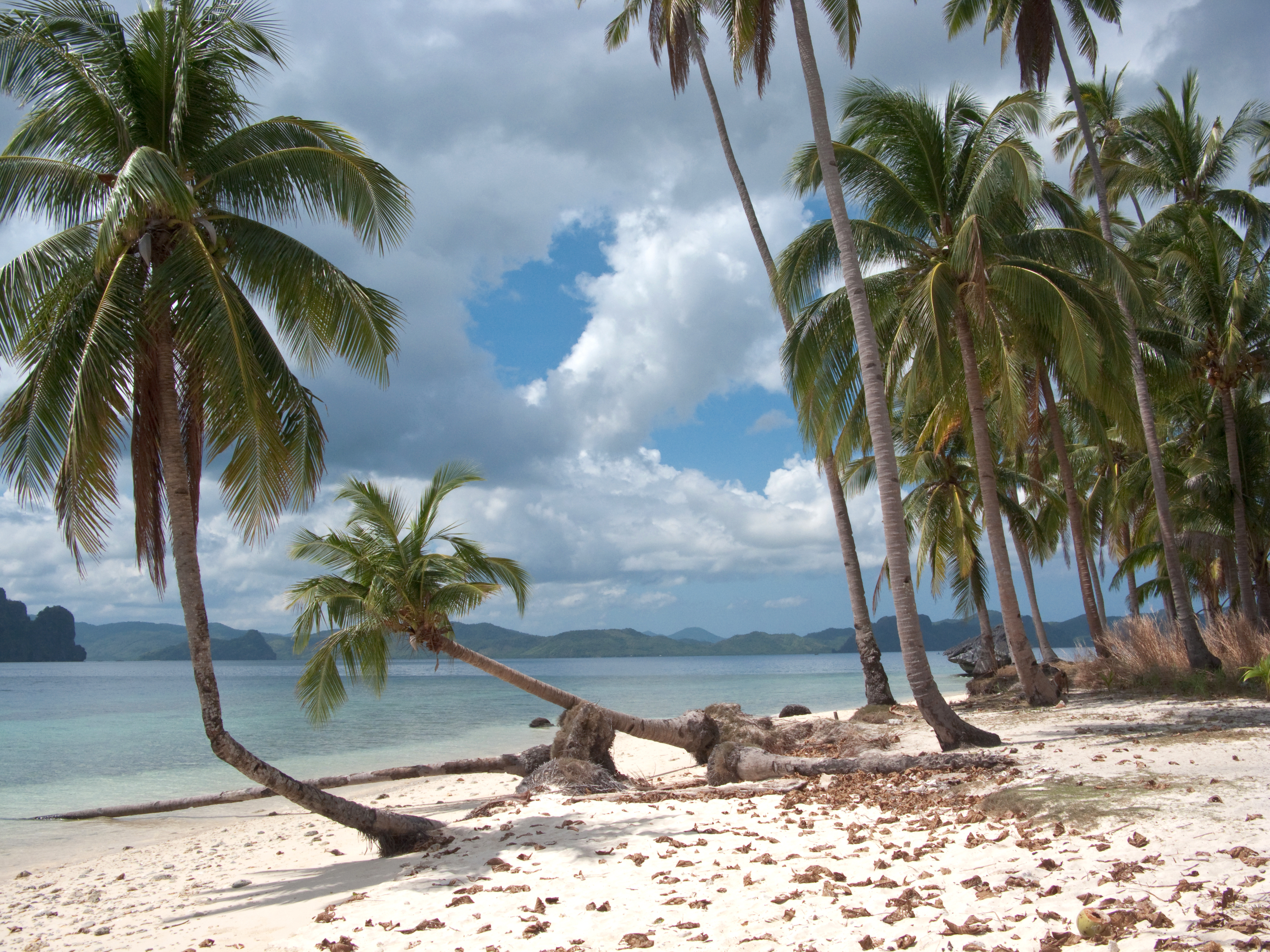
Corong Corong, El Nido.

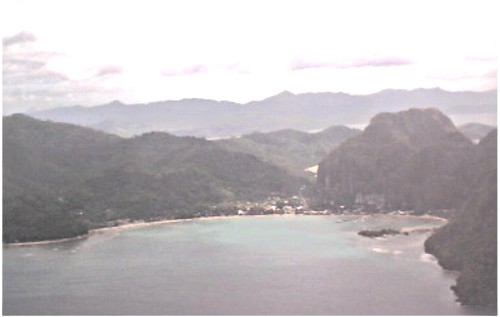
El Nido från luften.

El Nido befolkades av människor så tidigt som 2860 f.Kr. eller upp till 22 000 år sedan. Detta styrks av fossilfynd och funna gravplatser från sena neolitiska tiden. Kinesiska handelsmän började besöka området under Songdynastin (960 f.Kr.-1270 f.Kr.). På 1800-talet så anlände spanjorerna, men inte förrän 1954 fick man sitt nuvarande namn El Nido.

## Ekonomi
Näringslivet i El Nido består av fiske, jordbruk och turism, bland annat för sina fina dykplatser.

## Transport

### Flyg
Den snabbaste och mest raka vägen till El Nido är från Manila. Flygresan tar en timma och femton minuter och landar på Lio flygplatsen som är belägen fyra kilometer från El Nido stad. Det finns bara flygbolag som flyger till El Nido, och dessa är Southeast Asian Airlines (SEA Air) och El Nidos resortsägda Islands Transvoyager Incorporated (ITI).

### Vägar
Vägarna i El Nido består i ett radikalt organiserat vägnät som är uppbyggt i en omkrets och som cirkulerar in och ut ur samhället och i kommunen. Vägarna består till stor del av lervägar och som är gott som oframkomliga under regnperioden. Vägarna är för övrigt anslutna till den större asfalterade vägen som leder till Palawans huvudstad Puerto Princesa City.

### Hamnar och pirar
Den huvudsakliga hamnen i El Nido är belägen i Buena Suerte (Zone II). Det finns också ett antal mindre åtkomliga hamnplatser som används i andra mer ödelagda platser i El Nido. Ett antal färjor och lastfartyg ägda av Atienza Shipping Lines och San Nicholas Shipping Lines gör reguljära turer från Manila till El Nido stad.

## Kommunikationer
Det finns inga telefonlinjer i El Nido. Resorter och andra turistställen har satellittelefonsystem och internettjänster medan befolkningen förlitar sig på mobiltelefonnäten, Smart Communications och Globe Telecom. Man har ingen elektricitet mellan kl 06.00 och 14.30 på dagarna.

## Administration
El Nido är indelat i arton barangays (en filippinsk egen administrativ stadsdel). 
| - Bagong Bayan - Buena Suerte (Zone II) - Barotuan - Bebeladan - Corong-corong (Zone IV) - Mabini (formerly Oton) - Manlag - Masagana (Zone III) - New Ibajay | - Pasadeña - Maligaya (Zone IV) - San Fernando - Sibaltan - Teneguiban - Villa Libertad - Villa Paz - Bucana - Aberawan |